# Bělopásek hrachorový
Bělopásek hrachorový (Neptis sappho) je denní motýl z čeledi babočkovitých žijící ve střední Evropě, Rusku, Indii a částech Asie nacházejících se v mírném podnebném pásu.

## Popis

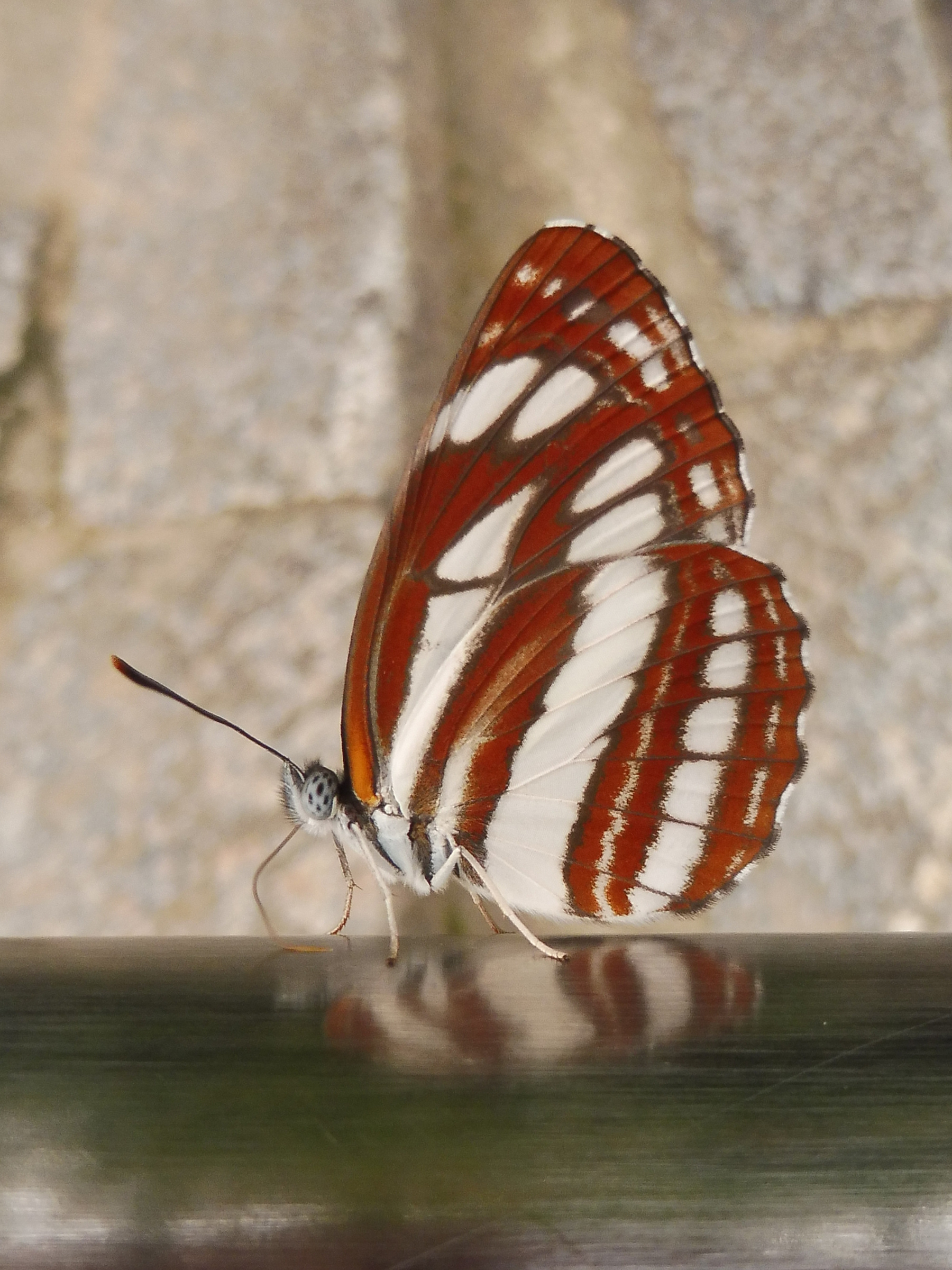
Bělopásek hrachorový – rub křídel

Dospělec dosahuje rozpětí křídel 40 až 46 milimetrů. Líc předních křídel je zbarven černě nebo černohnědě s obloukovým pásem bílých skvrn a přerušovanou bílou skvrnou směřující ke kořeni křídla. Rub křídel je rezavě hnědý, jinak nese stejné bílé znaky jako horní strana. Líc zadních křídel je také zbarven černě nebo černohnědě, ale nese dva (často různě široké) bílé pásy, přerušované tenkými tmavými žilkami. Na rozdíl od velmi podobných druhů, bělopáska tavolníkového a bělopáska dvouřadého jsou bílé znaky u tohoto druhu rozsáhlejší. Žádný z nich také nemá na zadních křídlech dva bílé pruhy. Dalším podobným druhem je bělopásek jednořadý, jehož křídla se na rozdíl od bělopáska dvouřadého nápadně lesknou.
Vajíčka mají zelenou barvu, na povrchu mají šestihranné buňky a krátké štětiny.
Housenka je hnědavá se světlejší linkou, táhnoucí se středem zad. Na těle má několik různě tvarovaných výrůstků a trnů.
Základní barva kukly je světle hnědá s několika zlatými tečkami. Je obloukovitě prohnutá s výraznými pochvami křídel, která krátce před vylíhnutím motýla prosvítají skrz.

## Výskyt
Bělopásek hrachorový je jihoevropský a asijský druh. V Evropě se vyskytuje v Rakousku a dále směrem na východ od České republiky přes Rusko, Indii, Thajsko a Čínu až po Japonsko. Druh upřednostňuje život ve vlhkých, řídkých listnatých lesích, na mýtinách a na okrajích lesů.

## Bionomie
V podmínkách mírného pásu létají motýli ve dvou generacích – od začátku května do začátku června a poté od konce června do poloviny září. Housenky první generace prodělávají rychlý vývoj v létě, housenky druhé generace se vyskytují od srpna a po zimování do května následujícího roku.
Dospělci nesají na květinách, ale především na vlhké půdě. Létají pomalu, často plachtí a jen krátce odpočívají na křoví. Samice kladou vajíčka po jednom na listy živných rostlin, kterými jsou především hrachor jarní a hrachor černý, ale také na mladé rostliny v Evropě nepůvodního trnovníku akátu. Mladé housenky požírají listy tak, že ponechávají jen středové žebro, na kterém odpočívají. Dorostlé housenky podzimní generace přezimují ve spadaném listí a kuklí se až na jaře.

## Ohrožení a ochrana
V ČR jsou podle vyhlášky č. 395/1996 Sb. v platném znění bělopásci rodu Neptis zařazeni mezi ohrožené druhy. V Červeném seznamu bezobratlých ČR (2017) je bělopásek hrachorový veden jako lokálně vymřelý.